# Régiment Royal-La Marine
Le régiment Royal-La Marine également appelé régiment Royal-Marine est un régiment d’infanterie du royaume de France créé en 1669, devenu sous la Révolution le 60e régiment d'infanterie de ligne. Ce régiment a été directement impliqué lors de la journée des Tuiles du 7 juin 1788 à Grenoble.

## Création et différentes dénominations
- 20 décembre 1669 : création du régiment Royal-La Marine
- 1671 : rattachement à l’armée de terre
- 1er janvier 1791 : renommé 60e régiment d'infanterie de ligne

## Équipement

### Drapeaux
3 drapeaux, dont un blanc colonel, « & croix blanche semée de fleurs de lys d’or », ainsi qu’aux croix blanches des 2 drapeaux d’ordonnance, « bleux & aurores ».

Drapeaux d’ordonnance et colonel
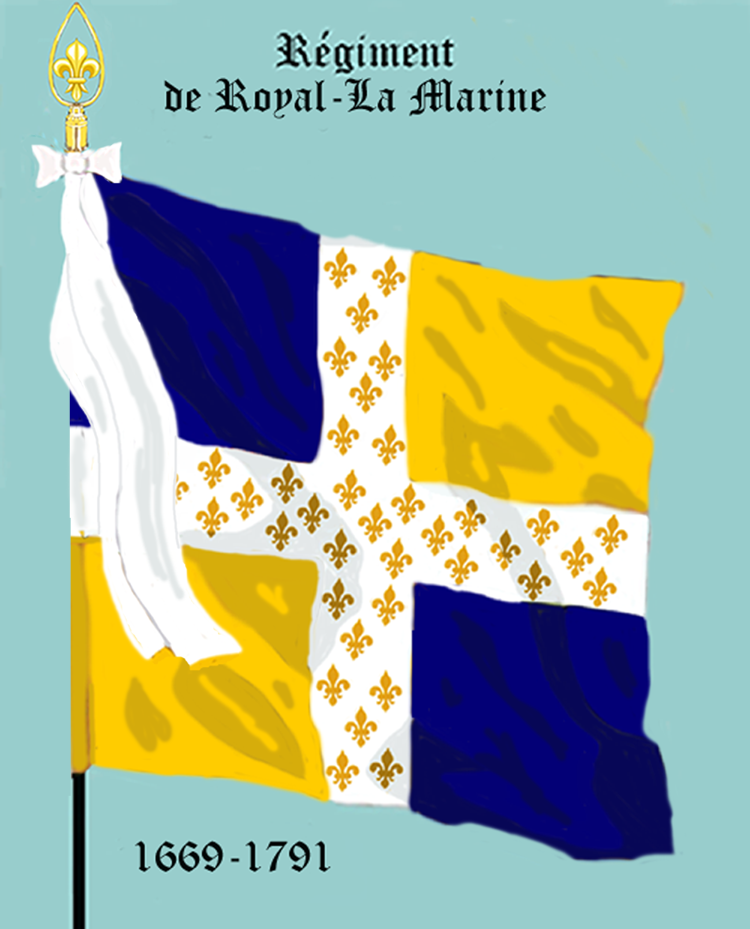
régiment Royal-La Marine de 1669 à 1791
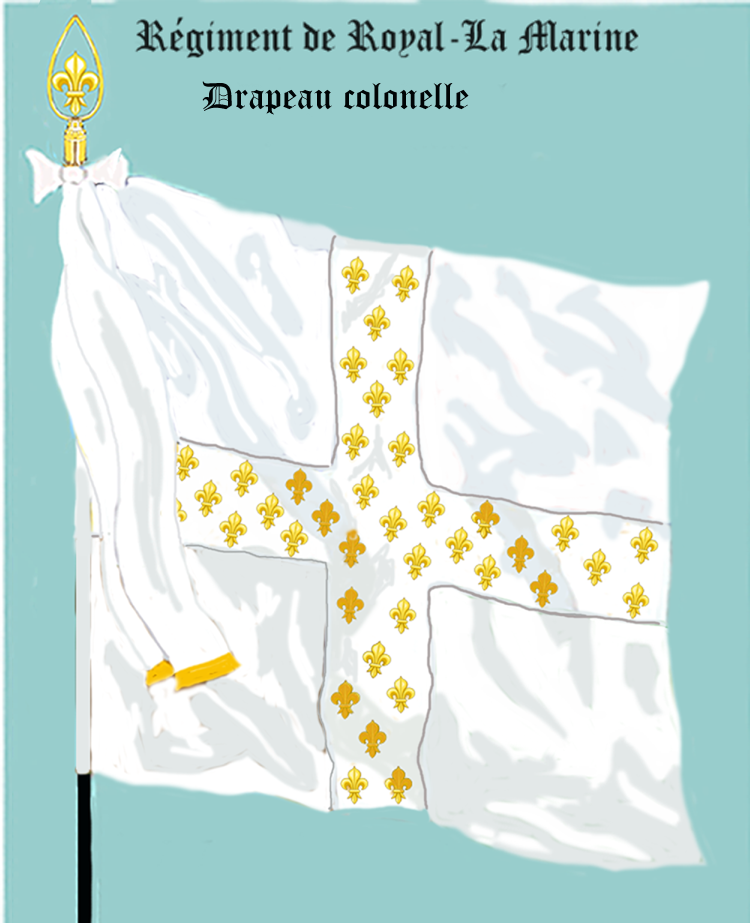
régiment Royal-La Marine drapeau colonel

### Habillement

Uniformes
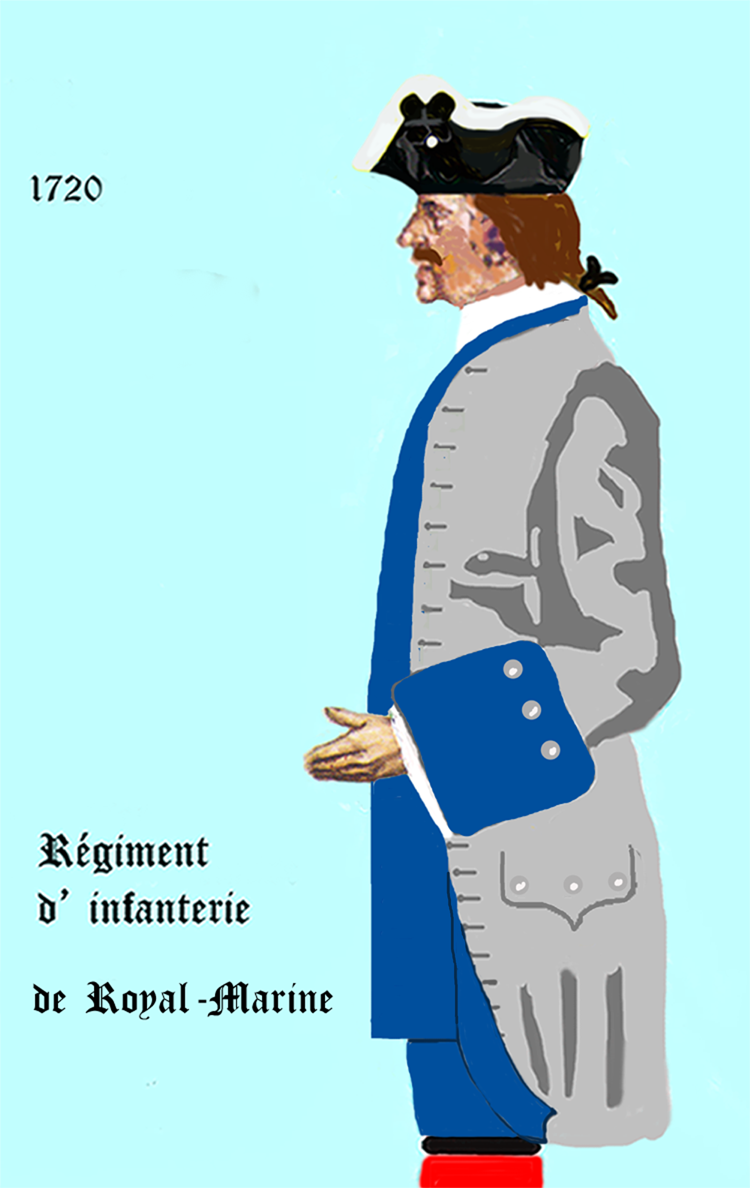
régiment Royal-La Marine de 1720 à 1734
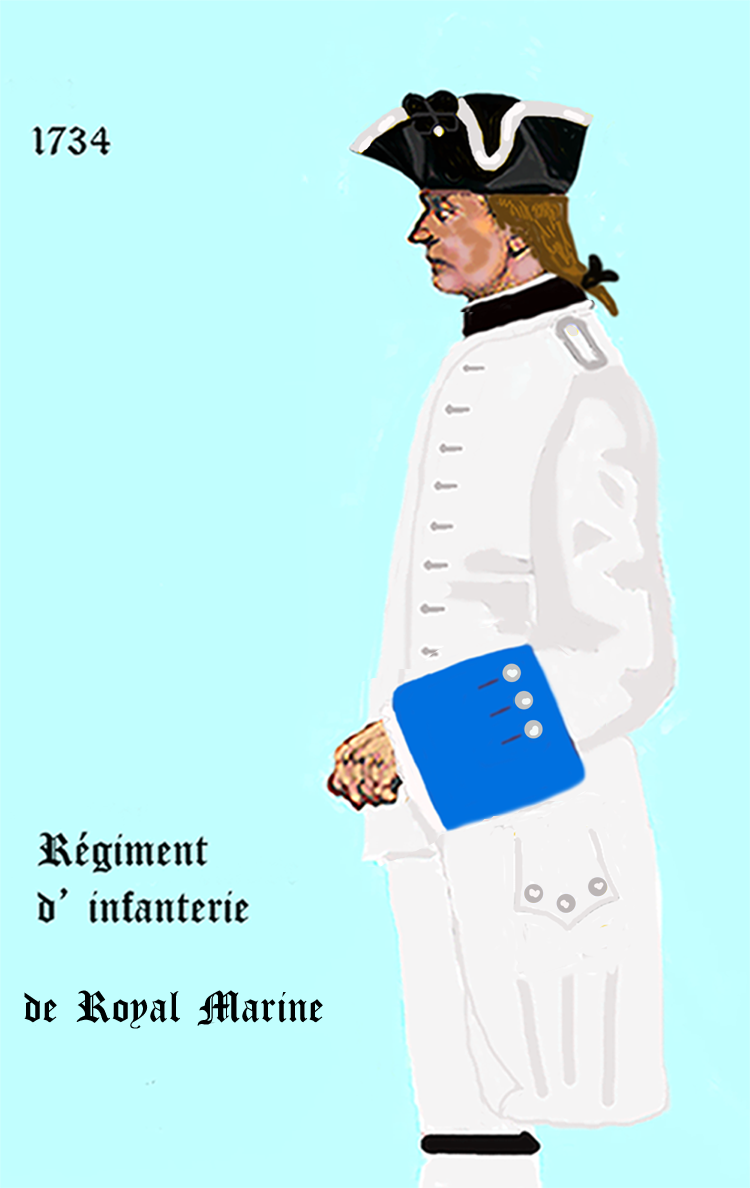
régiment Royal-La Marine de 1734 à 1757
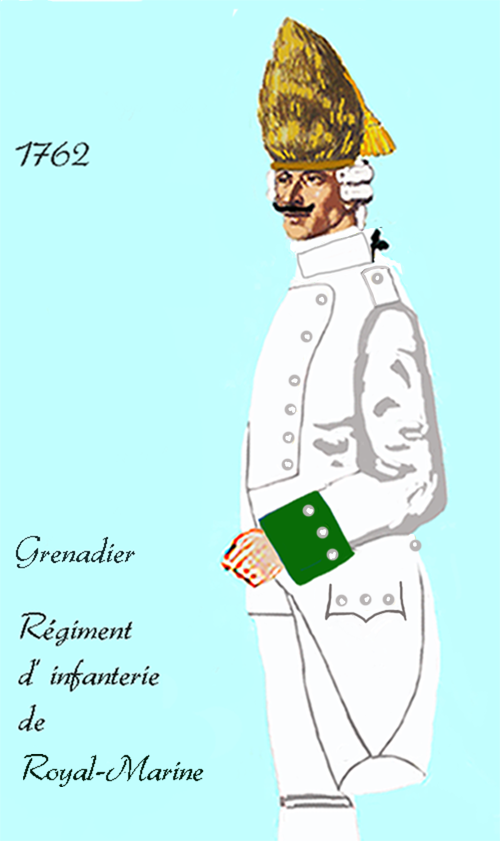
grenadier du régiment Royal-La Marine de 1762 à 1776

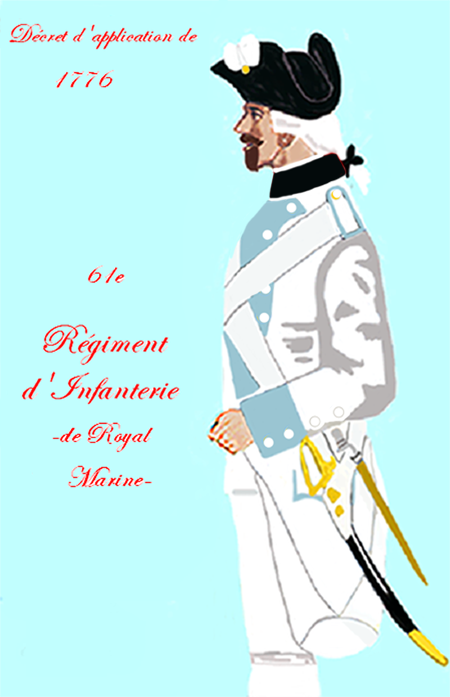
régiment Royal-La Marine de 1776 à 1779
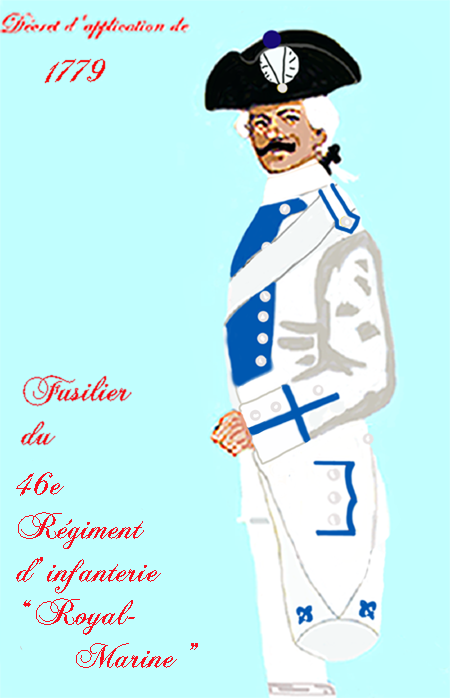
régiment Royal-La Marine de 1779 à 1791
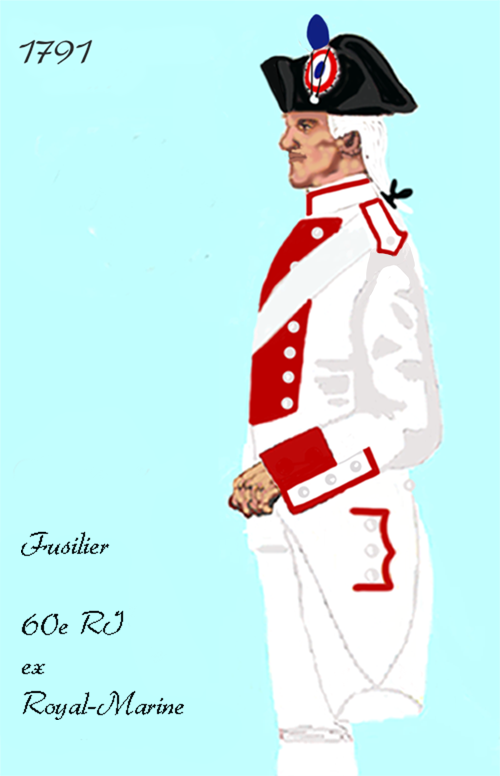
60e régiment d’infanterie de ligne de 1791 à 1797

## Historique

### Colonels et mestres de camp
- 24 décembre 1669 : Henri Charles de Beaumanoir, marquis de Lavardin
- 1672 : N., comte de Clere
- 1er novembre 1674 : Antoine de Pas, marquis de Feuquières
- 4 août 1676 : Louis Fauste de Brichanteau, marquis de Nangis, brigadier le 26 avril 1689, † 22 août 1690
- 3 septembre 1690 : Louis Armand de Brichanteau, marquis de Nangis, brigadier le 26 octobre 1704, maréchal de camp le 19 juin 1708, lieutenant général le 8 mars 1718, maréchal de France le 11 février 1741, † 8 octobre 1742
- 12 septembre 1699 : Charles d’Angennes de Poigny, comte d’Angennes de Poigny, brigadier le 19 juin 1708, † 11 septembre 1709
- 1er octobre 1709 : Louis Desmarets de Maillebois, baron de Châteauneuf, brigadier le 1er février 1719
- 10 janvier 1727 : Louis de Pardaillan de Gondrin, marquis, puis duc d’Antin, brigadier le 1er août 1734, maréchal de camp le 10 février 1743, † 9 décembre 1743
- 10 mars 1734 : Louis de Durfort Duras, chevalier, puis comte, puis duc de Lorges, brigadier le 20 février 1743, maréchal de camp le 1er juin 1745, lieutenant général le 10 mai 1748, † 10 décembre 1775
- 26 mai 1745 : Joachim de Dreux, chevalier, puis marquis de Dreux, déclaré brigadier en novembre 1745 par brevet expédié le 1er mai, déclaré maréchal de camp en décembre 1748 par brevet du 10 mai, lieutenant général le 17 décembre 1759
- 1er février 1749 : Louis-Marie-François-Gaston de Lévis, marquis de Mirepoix, brigadier le 13 juillet 1756
- 28 juillet 1759 : Louis-Marie de Chapelle, comte de Jumilhac
- 1er décembre 1762 : Charles-Emmanuel, chevalier de Saint-Mauris
- 22 juin 1767 : Philippe-Mathieu-Marie, comte de Lons
- 1er janvier 1784 : Agricole-Marie de Merle, marquis d’Ambert
- 25 juillet 1791 : Marie-Joseph-Gabriel-Apollinaire Morard d’Arcès
- 23 novembre 1791 : Henri-François Morille de Boulard

### Composition
Le 8 mai 1784, le régiment de Royal-La Marine fait étape aux Mées, ville étape de nombreuses armées à la fin du XVIIIe siècle, ce qui nous permet de connaître sa composition à cette date :

« Un major, un quartier maître-trésorier, deux porte-drapeaux, un chirurgien major, un aumônier, un adjudant, un tambour major, un armurier, 57 sergents, un cadet gentilhomme, 10 capitaines, 8 lieutenants, 11 sous-lieutenants, 807 grenadiers, caporaux, fusiliers, tambours et musiciens (…) Il leur a été fourni 1066 rations de bouche et 93 rations de fourrage (…) 36 chevaux de selle pour les officiers et 12 pour porter les éclopés et convalescents. »

### Campagnes et batailles
Le 20 décembre 1669, Colbert — qui s'est emparé des services de la Marine après avoir fait nommer en novembre Louis de Bourbon, le fils légitimé de Louis XIV, âgé de seulement deux ans, à l'Amirauté de France — fait paraître une ordonnance portant création de deux régiments destinés au service sur les vaisseaux et dans les colonies. Ils prennent les noms de « Royal-La Marine » et « Amiral ».
Le régiment Royal-La Marine est rattaché à la Flotte du Ponant.
La Marine royale manquant d’officiers de marine de qualité, il est prévu que les officiers de ces deux régiments auraient la possibilité de devenir officiers de marine. Dans le même esprit est constituée le 26 décembre 1669, une  « Garde de Monsieur l'Amiral », encore appelée « Garde de Monsieur le comte de Vermandois », qui est créée pour devenir une pépinière d'officiers de marine.
Louvois, le ministre de la Guerre proteste auprès du Roi contre la création de ces deux régiments qui échappent à son autorité. Colbert doit rapidement céder. Le 5 juillet 1670, un nouveau règlement fait passer la nomination des officiers de ces deux régiments — attachés à la Marine depuis leur création — sous l'autorité du ministère de la Guerre, supprimant par là même à leurs officiers la possibilité de devenir officiers de marine. Il s'agit là du premier passage des bigors de la Marine à l'Armée de terre.
Le seul service sur mer de ces deux régiments sera bref. En août 1670, ils embarquent sur la flotte de Duquesne pour les îles Canaries et du Cap-Vert et seront de retour à Brest le 11 mars 1671.
Le 13 août 1704, lors de la bataille décisive de Höchstädt, pendant la guerre de Succession d'Espagne, le Royal-La Marine fait partie de l’armée de réserve du maréchal de Marsin, prévue pour soutenir l'armée franco-bavaroise, placée sous le commandement du comte de Tallard et de Maximilien II Emmanuel, électeur de Bavière. 
En 1720-1721 il stationne à Souppes sur Loing (Seine et Marne) et participe à la construction du canal du Loing: On en trouve des traces dans les registres paroissiaux de Souppes sur Loing dans lesquels sont mentionnés plusieurs décès et naissances d'enfants de soldats de ce régiment 
Le 27 juin 1743, il participe à la bataille de Dettingen. L'année suivante, il participe aux sièges de Menin, d'Ypres puis de Furnes, avant de rejoindre l'armée du maréchal de Saxe à Courtrai.
Lors de la réorganisation des corps d'infanterie français de 1762, le régiment conserve ses deux bataillons et est affecté au service de la Marine et des Colonies et à la garde des ports dans le royaume.  L'ordonnance arrête également l'habillement et l'équipement du régiment comme suit. Habit, collet, revers, veste et culotte blancs, parements verts, pattes d'ordinaires garnies de trois boutons, autant sur la manche, quatre au revers et quatre au-dessous : boutons blancs et plats, avec le no 44. Chapeau bordé d'argent.
De 1779 à 1782, le régiment Royal-La Marine participe à des opérations aux Antilles.
Le 1er bataillon du 60e régiment d’infanterie de ligne a fait la campagne de 1794 à l’armée de l’Ouest ; le 2e, embarqué à La Rochelle en 1792 pour Saint-Domingue, où il resta jusqu’en 1794.

### Quartiers
- Port-Louis et château de Brest[1]
- 1789 : basé à Vienne.

## Mémoire et traditions

### Personnalités ayant servi au Royal-La Marine
Joseph Claude Vincent de Kermoysan, chevalier breton, est capitaine au régiment Royal-La Marine entre 1740 et 1750.
En 1780, Amateur-Jérôme Le Bras des Forges de Boishardy, fils de mousquetaire et futur chef chouan, entre au régiment du Royal-La-Marine, où il devient cadet-gentilhomme, et y restera douze ans.
La même année, Charles-Jean Bernadotte, futur Maréchal de France puis roi de Suède, commence sa carrière militaire en s'engageant, à dix-sept ans, comme soldat dans le régiment Royal-La-Marine. En 1785, il accède au grade de sergent, en 1788, à celui de sergent major, et le 7 février 1790, à celui d'adjudant.